# Tribanj
Tribanj – wieś w Chorwacji, w żupanii zadarskiej, w gminie Starigrad. W 2011 roku liczyła 267 mieszkańców.